# ある家族の肖像/アイ・ノウ・ディス・マッチ・イズ・トゥルー
『ある家族の肖像/アイ・ノウ・ディス・マッチ・イズ・トゥルー』（あるかぞくのしょうぞう アイノウディスマッチイズトゥルー、I Know This Much Is True）は、2020年に放送されたアメリカ合衆国のテレビドラマシリーズ。全6話のミニシリーズで、ウォーリー・ラムの小説『この手のなかの真実』を基にデレク・シアンフランスが企画・製作を務め、マーク・ラファロが双子の兄弟を演じた。アメリカでは2020年5月10日からHBOで放送された。日本では2020年7月28日よりAmazonプライム・ビデオのスターチャンネルEXで配信された。

## ストーリー
コネティカット州スリー・リバーズを舞台とする。1950年から翌年にかけて生まれた双子のトーマスとドミニクは、母と義父レイに育てられる。ドミニクは、妄想型統合失調症のトーマスの面倒を見続けると、死の間際の母に誓う。塗装業を営むようになるが、子供の死から立ち直れずに妻のデッサと離婚する。1990年、トーマスは図書館で自分の右手を切り落として危険視され、ドミニクの反対を無視して重警備の精神療養施設に入れられる。ドミニクは兄を退所させようとするが、不慮の事故に妨げられる。ドミニクはイタリア移民だった祖父の自伝を英訳させて読み、祖父の身勝手さと母の生まれたいきさつを知る。トーマスが所内でレイプされたことを知って施設を脅し、退所させて引き取る。直後にトーマスは滝に落ちて死ぬ。トーマスへの態度をめぐり葬儀でレイを罵倒するが、心臓発作を起こしたレイを看病して絆を深める。先住民で同級生だったラルフの父が自分の実父だったことを知る。ドミニクは、デッサやラルフとも絆を持とうとする。

## キャスト

### メイン
- ドミニク・バージー
  - 演 - マーク・ラファロ
  - 1950年から1951年にかけて生まれた双子の弟。塗装業者。
- トーマス・バージー
  - 演 - マーク・ラファロ
  - 1950年から1951年にかけて生まれた双子の兄。妄想型統合失調症を患っている。
- コンセティナ・バージー
  - 演 - メリッサ・レオ
  - 双子の母。
- レイ・バージー
  - 演 - ジョン・プロカチーノ
  - 双子の義父。
- レオ
  - 演 - ロブ・ヒューベル（英語版）
  - ドミニクの親友。
- ラルフ・ドリンクウォーター
  - 演 - マイケル・グレイアイズ（英語版）
  - ドミニクとトーマスの小学校の同級生、ペニー・アンの双子の片割れ、のちにハッチ法医学研究所の掃除夫。
- ショーン・タデスコ
  - 演 - ゲイブ・フェイジオ
  - 自動車保険鑑定士。
- ネドラ・フランク
  - 演 - ジュリエット・ルイス
  - イタリア語専攻の大学院生。
- デッサ・コンスタンティン
  - 演 - キャスリン・ハーン
  - ドミニクの元妻。
- リサ・シェファー
  - 演 - ロージー・オドネル
  - ハッチ法医学研究所のソーシャルワーカー。
- ジョイ・ハンクス
  - 演 - イモージェン・プーツ
  - ドミニクと同居するガールフレンド。
- Dr.パテル
  - 演 - アーチー・パンジャビ
  - 精神科医。
- 青年時代のトーマス&ドミニク
  - 演 - フィリップ・エッティンガー（英語版）
- 青年時代のデッサ
  - 演 - アシュリン・フランチオージ（英語版）
- Dr.ヒューム
  - 演 - ブルース・グリーンウッド
  - ハッチ法医学研究所の精神科医。
- ドメニコ・オノフリオ・テンペスタ
  - 演 - マルチェロ・フォンテ（英語版）
  - 双子の祖父、イタリアからの移民。
- 神父
  - 演 - ハリス・ユーリン

### リカーリング
- 8才のドミニク
  - 演 - ドニー・マシヒ
- 8才のトーマス
  - 演 - ロッコ・マシヒ
- ヘンリー・ルード
  - 演 - ジョセフ・ラグノ
  - ドミニクの顧客。
- ルース・ルード
  - 演 - ローラ・エスターマン（英語版）
  - ドミニクの顧客、ヘンリーの妻。
- Miss Hanker
  - 演 - アニー・フィッツジェラルド
- プロスペリーナ・トゥッチ
  - 演 - アイリーン・ムスカラ。
  - 双子の祖母イニャツィアの姉、"猿顔の女"。
- 青年期のレオ
  - 演 - マット・ヘルム
- アンジー・コンスタンティン
  - 演 - アガサ・ノウィッキ
  - デッサの妹でレオの妻。
- ナビー・ドリンクウォーター
  - 演 - タタンカ・ミーンズ（英語版）
  - 双子の祖父ドメニコの働く工場での同僚でネイティブ・アメリカン。
- ペニー・アン・ドリンクウォーター
  - 演 - アチャコス・ジョンソン
  - 水死した、双子の小学校の同級生、ラルフの双子の片割れ。

### ゲスト
- アル
  - 演 - ブライアン・グッドマン（英語版）
  - ("捧げもの"）
- メルカド巡査
  - 演 - ギレルモ・ディアス
  - ("捧げもの"）
- クリスティン
  - 演 - ローラ・シルヴァーマン（英語版）
  - ("捧げもの"）
- スティーヴ・フェリス
  - 演 - ジョー・グリファシ
  - ("どん底")
- 看護婦
  - 演 - フェリックス・ソリス（英語版）
  - ("どん底")
- Dr. Yup
  - 演 - スー・ジーン・キム
  - ("どん底")
- イニャツィア・トゥッチ・テンペスタ
  - 演 - ロベルタ・リガノ
  - 双子の祖母。 ("呪われた家系")
- ヴィンチェンツォ・テンペスタ
  - 演 - シモーネ・コッポ
  - 双子の祖父の弟。 ("呪われた家系")
- コンチェティーナ
  - 演 - ザリア・デゲンハート
  - 双子の母の少女時代。 ("この手の中の真実")

## エピソード
| 通算 話数 | タイトル                       | 監督                   | 脚本                                | 放送日        | U.S.視聴者数 (百万人) |
| --- | ------------------------------ | ---------------------- | ----------------------------------- | ------------- | --------------------- |
| 1 | "捧げもの" "Episode 1"         | デレク・シアンフランス | デレク・シアンフランス              | 2020年5月10日 | 0.323                 |
| 妄想型統合失調症を患うトーマスと、双子の弟のドミニクは母と義父のレイに育てられる。1986年、二人が36才の時、母は乳癌が全身に転移する。塗装業を営むドミニクはイタリア語で書かれた祖父ドメニコ・オノフリオ・テンペスタの自伝の翻訳を、イタリア語専攻の大学院生のネドラ・フランクに依頼するが、ネドラは失踪する。ドミニクはトーマスの世話をすると死の直前の母に誓う。1990年、双子が39才の時、症状の悪化したトーマスは湾岸戦争反対を訴え、図書館で神への捧げものとして自分の右手を切り落とす事件を起こす。ドミニクは、兄の望み通り接合手術をしないことを選ぶ。警察はドミニクの抗議を無視して、トーマスを悪名高いハッチ法医学研究所に収容する。 |                                |                        |                                     |               |                       |
| 2 | "暗い過去" "Episode 2"         | デレク・シアンフランス | デレク・シアンフランス              | 2020年5月17日 | 0.313                 |
| 1984年、ドミニクと元妻デッサとの間の娘アンジェラが突然死し、自分の敵が殺したとトーマスが主張する。娘の死を乗り越えられない二人はやがて離婚する。1990年、ハッチのソーシャルワーカーのシェファーは、トーマスは最低15日間の観察処置を受けなければ退所できないとドミニクに言う。トーマスの担当医となったパテルはドミニクに会い、トーマスが暴力をふるって拘束されたと話す。パテルはトーマスとの会話の録音をドミニクに聞かせて反応を観察する。 |                                |                        |                                     |               |                       |
| 3 | "救出計画" "Episode 3"         | デレク・シアンフランス | デレク・シアンフランス              | 2020年5月24日 | 0.314                 |
| 双子が小学校に通っていた時、ドミニクは級友のペニー・アンが盗みを働いたと偽の告発をし、直後にペニー・アンは水死する。高校を卒業した二人は同じ大学に通って同じ寮室に住み、ドミニクは親友となるレオ、のちに妻となるデッサに出会う。1990年、ハッチで働くペニー・アンの双子のラルフはドミニクに冷たく当たる。ドミニクはパテルに兄との思い出を語る。セキュリティ審査に通って兄に面会し、ハッチを退所するための公聴会に備えさせようとする。同居するジョイから妊娠を告げられるが、パイプカット手術をしたためにデッサとの溝が広がった思い出がよみがえり、交通事故を起こす。                                                                       |                                |                        |                                     |               |                       |
| 4 | "どん底" "Episode 4"           | デレク・シアンフランス | デレク・シアンフランス              | 2020年5月31日 | 0.391                 |
| 学生時代、ドミニクはデッサとつきあい、トーマスと別の寮室に住み始め、トーマスを動揺させる。1990年、怪我をしたトーマスは塗装の仕事中に転落して重傷を負い、数日後に病院で目を覚ます。欠席した公聴会でトーマスが暴れて妄想を語り、最低1年は退所できないことに決まったと聞かされる。ネドラが病院にドミニクを訪ね、祖父の自伝の英訳を渡す。 |                                |                        |                                     |               |                       |
| 5 | "呪われた家系" "Episode 5"     | デレク・シアンフランス | デレク・シアンフランス Anya Epstein | 2020年6月7日  | 0.377                 |
| ドミニクは翻訳された祖父の自伝を読み始める。祖父と弟はイタリアからの貧しい移民であり、祖父ははからずも弟を死に至らしめる。同じイタリア移民のイニャツィアを無理やり妻とするが、その姉の"猿顔の女"プロスペリーナはテンペスタ家に呪いをかけ、イニャツィアは双子の母であるコンチェッティーナを生んだ時に産褥死する。1990年、ドミニクはトーマスが所内でレイプされたとラルフから聞き、報告書を入手してハッチを脅し、トーマスを退所させて引き取る。シェファーはドミニクがトーマスの世話をできるか心配する。 |                                |                        |                                     |               |                       |
| 6 | "この手の中の真実" "Episode 6" | デレク・シアンフランス | デレク・シアンフランス Anya Epstein | 2020年6月14日 | 0.452                 |
| 祖父の自伝では、先住民を嫌う祖父は、娘が先住民の同僚ナビー・ドリンクウォーターの息子ヘンリーと遊ぶのが気に入らずにナビーを解雇し、プロスペリーナを精神病院に入れる。ドミニクに引き取られたトーマスは失踪し、滝に落ちて死ぬ。ドミニクはレイが子供時代のトーマスに厳しく当たったことを思い出し、葬儀でレイを罵倒する。ドミニクはパテルに会って家の呪いと祖父の罪の因果への疑いを口にする。心臓発作を起こしたレイを看病して絆を深め、戦死したラルフの父ヘンリーが実父であると教えられる。ラルフから、そのことは昔から知っていたと聞かされる。ドミニクは、ラルフやデッサと絆を持とうとする。                                                 |                                |                        |                                     |               |                       |

## 製作

### 企画
1998年6月、20世紀フォックスが本作の原作であるウォーリー・ラムの『この手のなかの真実』の映画化権を取得し、ジョナサン・デミが監督を務める可能性があると報じられた。 2000年7月には、マット・デイモンが主演し、ジム・シェリダンが監督を務めることが発表された。2004年7月、ジーナ・プリンス＝バイスウッドが監督と脚本を書き直すことが発表された。
映画化権が切れたため、ウォーリー・ラムは映画化よりもミニシリーズ化した方が良いと考えた。マーク・ラファロのファンであるラムは、ラファロに本を送り双子の役を演じるよう提案したところ、絶対に関わりたいとの返事があった。
マーク・ラファロはデレク・シアンフランスが本作の監督と脚本に興味がないか連絡を取っていた。2017年10月、HBOがシリーズの制作と放送を行うことが発表された。
2019年10月に製作が終了した。

### 撮影
2019年4月からニューヨークのハドソンバレーで主な撮影がスタートした。マーク・ラファロは最初にドミニク役のシーンを撮影するため、約15ポンド（7キロ）の減量をした。その後6週間の休養中に約30ポンド（14kg）増量し、トーマス役のシーンを撮影した。
2019年5月9日、エレンビルの中古車販売店のセットに火災が発生。建物、撮影機材、ヴィンテージカー20台が破壊された。ケガ人は出なかったが、撮影は中止になった。

## 評価

### 批評
本作は批評家から好意的な評価を受けている。批評集積サイトのRotten Tomatoesには56件のレビューがあり、批評家支持率は73%、平均点は10点満点で6.87点となっており、批評家の一致した見解は「『アイ・ノウ・ディス・マッチ・イズ・トゥルー』の容赦なく残酷なプロットは観るのが辛いが、マーク・ラファロの一人二役の演技の力強さは、この暗い物語を視聴するのに充分に値するものにしている。」となっている。また、Metacriticには27件のレビューがあり、加重平均値は67/100となっている。

### 受賞
第72回プライムタイム・エミー賞では、主演のマーク・ラファロが主演男優賞リミテッドシリーズ及びテレビ映画部門を受賞した。
第78回ゴールデングローブ賞では、マーク・ラファロが男優賞（ミニシリーズ・テレビ映画部門）を受賞した。